# ケータイ少女
『ケータイ少女』（ケータイしょうじょ）は、ジー・モード （G-mode） が製作した携帯電話向けの恋愛シミュレーションゲーム。
2005年9月に東京ゲームショウで発表され、S!アプリ（ソフトバンクモバイル）、iアプリ（NTTドコモ）、EZアプリ(BREW)（au）にて提供されていた。後にPC版(『ケータイ少女PC』)やNintendo Switch版（「G-MODEアーカイブス」第23弾）の発売のほか、アニメ化、実写ドラマ化など様々なメディアミックス展開をしている。

## 概要
携帯電話向けのゲームは、容量の制限からボリュームが少ないものが多かった。そんな中で、『ケータイ少女』は300以上という豊富なイベントや、作中に登場する女性とのメールのやりとりという、携帯電話というプラットフォームを意識した部分、携帯向けながら一部の台詞には声優によって声が当てられているなど、十分なボリュームとなっている。
また、携帯電話は画面が2インチから2.6インチと小さいが、それを逆に利用して、十字キーやモーションコントロールセンサーを利用して立ち絵を閲覧するという手法を取り入れた。2005年に発表され、モーションコントロールセンサーを搭載したボーダフォン（現ソフトバンクモバイル）の携帯端末、V604SHに体験版がプリインストールされた。その後、NTTドコモ、auに移植された（ただし、DoCoMo版では直感ゲーム対応機種でもモーションセンサーを使うことはできない）。
各イベントは発生時にダウンロードして、携帯本体もしくはメモリーカードに保存するという形で保管する。当時の携帯アプリはメガアプリの登場直後だったが、ケータイ少女の総容量は8メガバイトにも及び、コンシューマー機からの移植でない純粋な携帯ゲームとしては前代未聞のボリュームを持っていた。ユーザーの間でも携帯ゲームとしては密度の濃い内容に絶賛の声が上がり、2007年に『ケータイ少女PC』として携帯発のゲームとしては史上初のPCゲームへの移植が行われた。このときにフルボイス化、新イベント追加などのパワーアップが図られた。
更にはアニメ、ラジオ、コミック、ライトノベルなどのメディアミックス展開も行われている。2007年秋には実写テレビドラマ＋ドキュメンタリーという新しい表現手法で放送された。

## あらすじ
主人公の相田尋は、彼女のいない平凡な高校二年生。秋のある日、とある携帯サイトから待ち受け画面をダウンロードする。すると、激しい光を放った彼の携帯電話が小さな女の子に変化してしまった。リンと名乗るその少女が告げた事は……
「クリスマスまでに彼女を作らないと、リンは元の世界に戻れず、尋の携帯が消えてしまう」
彼女を作る ――その目的のため、ケータイ少女・リンとの変わった生活が始まる。

## 登場人物
相田 尋（あいだ ひろ）※名前は変更可能
声：茂木滋（ドラマCD）/ 石田彰（アニメ）
身長：170cm / 体重：62kg / 誕生日：5月12日（アニメでの設定）
『ケータイ少女』本編の主人公。弦摩学園に通う高校2年生。
幼少時に父親を亡くしており母子家庭で、母も仕事が忙しく家を空けることも多い。
片思いの経験はあるものの女性との交際経験はなく、恋愛に関しても無頓着だったが、リンとの出会いをきっかけにクリスマスまでに彼女を作ろうと行動する。
リン
声：寺田はるひ
身長・体重：融合したケータイの年式に依存 / スリーサイズ：手の平サイズ / 誕生日：11月24日（携帯電話版公式サイト、PC版取扱説明書、PC版オープニングムービー）、ダウンロードされた日（PC版公式サイト、アニメ設定）
尋のケータイ少女。「リン・○○○」という様々な能力を行使して、尋の恋愛をサポートする。
携帯電話なのに、何故かくしゃみをしたり寝坊をする。
『ケータイ少女〜綾乃スピリッツ〜』や小説『ケータイ少女〜トライアングルスピリッツ〜』でも、尋とは異なるそれぞれの主人公のケータイ少女として活躍する。
美島 いちる（みしま いちる）
声：小清水亜美
身長：152cm / 体重：45kg / スリーサイズ：B83/W61/H84 / 誕生日：7月31日 / 血液型：O型
本作のメインヒロイン。尋の中学生時代からの友人の女の子で高校2年生。陸上部に所属している。
尋や綾乃、小鷹とは一緒にいることが多く、昼食を一緒にとることも多い。
甘いもの好きで、尋達を連れてケーキ屋に行く事もある。
山田 綾乃（やまだ あやの）
声：佐藤利奈
身長：166cm / 体重：53kg / スリーサイズ：B86/W59/H89 / 誕生日：10月10日 / 血液型：A型
いちるの従姉妹で高校3年生。
受験生なのだが、後輩に頼まれて弓道部で指導をしている。
真面目で世話焼き。読書が好きで、図書館にいる事も多い。たまに古人の短歌を引用して心情を表現することもある。
『綾乃スピリッツ』や『トライアングルスピリッツ』ではメインヒロインになっている。
高校卒業後はエスカレーター式の弦摩学園を離れ遠方の大学に進学することになっており、『綾乃スピリッツ』ではその事実が哲郎に重くのしかかることになる。
小鷹 啓介（こたか けいすけ）
声：小笠原淳（PCゲーム）、鈴木千尋（アニメ）
身長：178cm / 体重：65kg / 誕生日：4月30日
尋の中学生時代からの親友で高校2年生。
オタク趣味を持っており、高校ではアニメ研究会に所属している。
いちる・綾乃とも尋と同時期からの付き合いであり、中学時代に剣道部と天文部を掛け持ちしていた頃に天文部で桃香と知り合っており、アニメ研究会を訪れたことを縁に美弥とも知り合いで、『綾乃スピリッツ』では哲郎ともオタク談義を交わすほどの仲と、本作の登場人物中でもっとも広い交友関係を持っている。PC版ではイベントが追加されている。
巴 沙代（ともえ さよ）
声：高橋美佳子
身長：155cm / 体重：42kg / スリーサイズ：B80/W56/H82 / 誕生日：1月9日 / 血液型：A型
無口な女の子。高校2年生。
吹奏楽部に所属しているがピアノが好きで、音楽室にいる事も。
私服姿は（水着も含め）ゴスロリ。
後刀 美弥（ごとう みや）
声：植田佳奈
身長：160cm / 体重：48kg / スリーサイズ：B88/W59/H86 / 誕生日：8月10日 / 血液型：AB型
多趣味で流行のモノが好きという、今風な高校2年生。
外見に見合わず華道部に所属しているが、あまり参加はしていない。
ネットゲームを夜通しやるという。
実はケータイ少年「テル」の持ち主である。
『トライアングルスピリッツ』では準メインヒロインとなっており、雑誌モデルをしていると言う設定が追加されている。『ケータイ少女-麻雀スピリッツ-』でもアルバイトで雑誌モデルをしていると発言している。
藤宮 桃香（ふじみや ももか）
声：名塚佳織
身長：147cm / 体重：38kg / スリーサイズ：B71/W54/H74 / 誕生日：7月19日 / 血液型：B型
尋の後輩で高校1年生。尋を中学生の時代から知っている。桃香曰く「有名人」だったらしい。
天文部に所属している他、ゲーム中では語られていないが設定上では茶道部にも所属している。
クマのキャラクター「ダラグマー」が好きで、キャラクターグッズを集めている。
やや思い込みが激しい面もある。また、子ども扱いされるのを激しく嫌う。
祖母に厳しくしつけられたため基本的に誰にでも丁寧な言葉遣いで話すが、『綾乃スピリッツ』では口うるさい兄の哲郎に対して冷たく当たっている。もっとも嫌っているわけではなく、哲郎が落ち込んだ際には励ます場面も見られる。
大樹 結衣（おおき ゆい）
声：寺田はるひ
身長：158cm / 体重：48kg / スリーサイズ：B90/W60/H92 / 誕生日：11月24日 / 血液型：O型
隠しキャラ。11月27日まで他のメンバーの好感度を上げなければ登場する。学校では会うことができない。
ミステリアスな雰囲気の大人の女性で、年下趣味。バレー部に所属していたらしい。
終盤で驚愕の事実が判明する。
テル
声：宮川美保（ドラマCD）
美弥の「ケータイ少女」ならぬ「ケータイ少年」。
持ち主に幸運をもたらすが、恋を成就できずに消えてしまった場合、その反動で持ち主に大きな不幸をもたらす存在であるらしい。
ゲームでは消滅するシーンのみで姿が登場せずセリフもなかったが、ドラマCDでは美弥と会話したり、尋がその姿を見るシーンがある。

## ゲーム版スタッフ

### 携帯電話版
- プロデューサー - 長木一記
- ディレクター・シナリオ - 仲山時彦（シークス）
- キャラクターデザイン - ナルトヒロユキ（工画堂スタジオ）
- サウンド - MARS
- 開発 - シークス、工画堂スタジオ、サイトロン・デジタルコンテンツ、ジー・モード

### PC版
- 企画・プロデュース - 長木一記、あべかずひろ
- ディレクション - 瀬尾文彦
- シナリオ - 仲山時彦、ヤスカワ正吾
- キャラクターデザイン - ナルトヒロユキ
- システム - 奥田将志
- サウンドプロデュース - 斎木隆（ハピネット）
- ムービー - キザワスタジオ
- 監修 - 仲山時彦、長木一記、石川雅生
- 制作・著作 - ジー・モード
- 発売・販売 - 工画堂スタジオ

### 主題歌
「white wish」
作詞 - うらん / 作曲・編曲 - 大久保薫 / 歌 - 美島いちる（小清水亜美）
携帯電話版エンディングテーマ、PC版オープニングテーマ

## シリーズ作品
いずれも、S!アプリ、iアプリ、EZアプリ(BREW)にて提供されていた。

### ケータイ少女〜綾乃スピリッツ〜
『ケータイ少女〜綾乃スピリッツ〜』（ケータイしょうじょ あやのスピリッツ）は、S!アプリで2006年9月1日に、iアプリで2006年11月29日に、EZアプリで2007年4月19日に発売された。
山田綾乃にスポットを当てた、『ケータイ少女』本編の後日談（シナリオを見る限り本編で相田尋と美島いちるが結ばれた後の話であると思われる。しかし、本編でいちるを一途に追って行くルートだと見られないイベントについての言及もあるので、一概にはそうとは言えない）。ゲームシステムは本編と同様であるが、攻略可能キャラクターが綾乃のみとなっている。

#### あらすじ（綾乃スピリッツ）
主人公の藤宮哲郎は弓道部に所属する弦摩学園の高校2年生。弓道部の先輩である山田綾乃に恋心を抱いていたものの、思いを告げられぬままに綾乃の卒業間近を迎えていた。
そんな折、初めて買った携帯電話を勝手の分からぬままいじっていたら、突然携帯電話が小さな女の子に変化してしまった。少女はリンと名乗り、20日以内に哲郎の恋が成就しないと携帯電話が消えてしまうことを告げる。
かくして、哲郎はリンの助力を得て、綾乃との恋の成就を目指すのであった。

#### 登場人物（綾乃スピリッツ）
『ケータイ少女』本編に登場するキャラクターのうち、相田尋、大樹結衣、テル以外は全員登場する。
藤宮 哲郎（ふじみや てつろう）※ 下の名前のみ変更可能
本作の主人公。藤宮桃香の兄で、弦摩学園の高校2年生。
弓道部に所属しており、先輩の山田綾乃からは目をかけてもらっており、また綾乃に恋心を抱いている。
巴沙代とはクラスメート。

### ケータイ少女Cafe
『ケータイ少女Cafe』（ケータイしょうじょカフェ）は、iアプリ・EZアプリで2007年5月17日に、S!アプリで2007年6月1日に発売された。
他の作品とは一線を画し、メイド喫茶経営シミュレーションゲームとなっている。ケータイ少女「セラ」の力を借りて、メイド喫茶「ケータイ少女Cafe」を5年以内に地域No.1店舗にするのが目的。なお、本編とのストーリー上のつながりはない。

#### 登場人物（Cafe）
セラ
主人公のもとに現れた、商売繁盛のケータイ少女。
「ケータイ少女Cafe」を地域No.1にするため、主人公をいろいろとサポートする。
達川 理紗（たつかわ りさ）、通称：りさ☆
誕生日：5月25日、血液型：A型
「ケータイ少女Cafe」の店員の高校2年生。
仕事以外ではマイペースな少女で、よくボーっとしている。
佐伯 由未（さえき ゆみ）、通称：ゆみちー
誕生日：7月27日、血液型：O型
「ケータイ少女Cafe」の店員の高校1年生。
愛想の良い少女だが、天然入っていて基本的にいじられ役。
坂下 こづえ（さかした こづえ）、通称：こずぇ
誕生日：6月20日、血液型：A型
「ケータイ少女Cafe」の店員の専門学校1年生。
仕切り屋の熱血少女。難しい理屈は通じない。
高井 美花（たかい みか）、通称：みか
誕生日：11月30日、血液型：A型
「ケータイ少女Cafe」の店員の高校3年生。
口数の少ない少女だが、仕事は的確にこなす。
山崎 藍子（やまざき あいこ）、通称：アイコ
誕生日：9月7日、血液型：AB型
「ケータイ少女Cafe」の店員の高校2年生。
明るい少女。周囲とはかみ合わないことが多い。

### ケータイ少女-麻雀スピリッツ-
『ケータイ少女-麻雀スピリッツ-』（ケータイしょうじょ マージャンスピリッツ）は、iアプリ・S!アプリで2007年8月1日に、EZアプリで2007年10月4日に発売された。
『ケータイ少女』本編のヒロイン達と麻雀で対戦するゲーム。本編のパラレルワールドが舞台。主人公は本編と同様に相田尋（名前変更可能）だが、本作では告白に失敗するたびにリンに時間を戻してもらいやり直し続けていた挙句、99回の告白失敗の末にタイムリセットに失敗して「麻雀で勝つと女の子の好感度が上がる」世界に飛ばされてしまい、その世界で恋愛成就を目指すこととなる。
本編のヒロインのうち大樹結衣を除いた5人と2人打ち麻雀で対戦し、勝つことで好感度を上げて最終的に告白を目指すこととなる。また、麻雀で勝利して入手できる「じゃんpoint」で服を購入して女の子の着せ替えを楽しむことも出来る。

### ケータイ少女-恋+姫- 恋に落ちたシンデレラ姫
『ケータイ少女-恋+姫- 恋に落ちたシンデレラ姫』（ケータイしょうじょ こいとひめ こいにおちたシンデレラひめ）は、iアプリ・S!アプリで2008年12月1日に、EZアプリで2009年2月12日に発売された。また、「G-MODEアーカイブス」の第46弾ソフトとしてNintendo Switch版が2023年3月23日に発売された。
巴沙代をメインヒロインとした本編のパラレルワールドを描いたアドベンチャーゲーム。前・後編の二部構成で作られており、後編には前編に登場したキャラクターそっくりな別人格のキャラクターが登場する。本編と同様に主人公相田尋の元にケータイ少女リンがやってくる。巴沙代と仲良くなるシナリオが続くが、あることがきっかけで、巴沙代と共に別の世界に飛ばされてしまう。主人公は巴沙代を救い出し、元の世界に戻ってくることが目的。
作品内で表示される4つの選択肢にはそれぞれ0点から6点のポイントが割り振られており、その合計ポイント数によりエピローグの長さが変化する。

#### 登場人物
- ＜前編「現代編」＞
- 相田尋：物語の主人公
- リン：主人公の元に現れるケータイ少女。
- 巴沙代：物語のヒロイン。
- 小鷹啓介：主人公の友人。
- 美島いちる：主人公の中学からの友人。
- 山田綾乃：一つ上の先輩。
- 後刀美弥：主人公の学友。
- 藤宮桃香：一つ下の後輩。
- 内藤智志：主人公の通う弦摩学園高校の美術教師。
- シム：物語の途中で出てくるこの物語のキーキャラクターの一人。
- ＜後編「異世界編」＞
- ヒロ・バーグマン：主人公の異世界での名前。
- サヨ・ブラックベリー：巴沙代にそっくりな異世界の女の子。
- イチル・ロゼッタ：美島いちるにそっくりな異世界の女の子。
- アヤ・ジュリアン：山田綾乃にそっくりな異世界の女の子。
- ミヤ・マスケラード：後刀美弥にそっくりな異世界の女の子。
- モモ・メイアン：藤宮桃香にそっくりな異世界の女の子。
- 仮面の男：主人公を追い回す仮面を被った男。
- 王子：みんなが憧れるお城の王子。
- ムシ：サヨ・ブラックベリーが飼っている大きな虫。

### ケータイ少女ソリティア
『ケータイ少女ソリティア』（ケータイしょうじょソリティア）は、Android版が2009年4月17日に、iPhone版は2009年8月31日（スパイダー）と10月28日（フリーセル、クロンダイク）に発売された。
ケータイ少女のキャラクターとソリティアをする内容。プレイ中には、リンが魔法を使ってプレイヤーを手助けする機能もある。クリアするとイベント絵を見ることができる。
- スパイダー（いちる、沙代）
- フリーセル（綾乃、美弥）
- クロンダイク（桃香、結衣）

### ケータイ少女 恋とマシンガン
『ケータイ少女 恋とマシンガン』（ケータイしょうじょ こいとマシンガン）は、EZアプリとS!アプリで2010年4月1日に、iアプリで2007年4月12日に発売された。月額料金を支払ってプレイする形式になっている。
『ケータイ少女-恋+姫- 恋に落ちたシンデレラ姫』のスピンオフ作品で、画面上に現れる少女の的に向けて「ラブガン」を発射し好感度を上げていくというステージクリア型のシューティングゲーム。標的はサヨ・ブラックベリー、イチル・ロゼッタ、アヤ・ジュリアン、ミヤ・マスケラード、モモ・メイアンの5人で、シューティングの結果により会話モードの展開が変化し、特定の条件を達成すると新規のストーリーやコスチュームなどが追加される。シューティングの得点を競うオンラインランキングに対応している。

### ケータイ少女★恋愛パケット
『ケータイ少女★恋愛パケット』（ケータイしょうじょ れんあいパケット）は、モバゲータウンで2011年2月14日に、GREEで2011年4月15日に、mixiアプリで2012年1月31日に配信開始した。基本プレイ無料でアイテム課金要素がある。
フィーチャーフォン版の『ケータイ少女』をベースにしてソーシャルゲーム要素を追加した内容で、他のユーザーがクラスメイトとして登場する要素や相手を応援してレアアイテムやポイントを獲得する要素がある。

## アニメ
アニメ『ケータイ少女』（ケータイしょうじょ）は、2007年3月20日よりYahoo!動画にて配信された（Webアニメ）。後にQlick.TV、GyaO@ShowTime、gooブロードバンド、アニメフルチャンネルでも配信された。放送媒体では2008年2月3日深夜（2月4日未明）にファミリー劇場にて放送を行った。
全5話+エピローグ。1話あたりがオープニング・エンディングを含めても7分弱と、非常に短い。
Yahoo!動画にて配信されたエピローグでは、オープニングと第2話の本編映像そのものが流された後、第5話までと異なるエンディング『笑顔のメッセージ』が流され、再び本編（エピローグ）に入り最後に巴沙代のみで歌う『ミライエンジェル』が流された。Qlick.TVとGyaO@ShowTimeでは同内容のものが山田綾乃バージョンで配信される。なお、このエピローグの登場キャラクターは公式ブログ及び携帯電話向けサイトの投票にてそれぞれ1位になったものである。また、ケータイ少女〜ライブトークスピリッツではエピローグの後、後刀美弥バージョンの『ミライエンジェル』が流された。2007年8月に発売されたDVDには全キャラクター分同様のバージョンを収録している。gooブロードバンドではエピローグを配信していない。

### スタッフ
- 原作：ジー・モード（携帯アプリ「ケータイ少女」）
- 監修：長木一記
- 企画：長木一記、橋本実、山本健司、臼井久人、柳村努
- プロット：吠士隆
- シナリオ：佐藤和治
- キャラクターデザイン・作画監督：渡辺真由美
- 美術監督：楠元裕也
- 撮影監督：塩見和欣
- 編集：森田清次
- ビデオ編集：SonyPCL、竹村知己
- 音響監督：渡辺淳
- 音響プロデューサー：西名武
- 録音スタジオ：スタジオT&T
- 音響製作：株式会社 ハーフ エイチ・ピースタジオ
- 音楽ディレクター：佐藤純之介
- A&R：木戸健介
- 制作担当：八田正宣(兼OP、ED制作進行)
- ケータイ少女広報宣伝部：寺田はるひ（部長）、名塚佳織（部長補佐）、小清水亜美（次長）、植田佳奈（特命係長）、鈴木千尋（宴会部長）、佐藤利奈（部付受付嬢）、飯塚雅弓（部付シンガー）、新谷良子（部付妹）、長木一記（平社員）、仲山時彦（アルバイト）、木戸健介（パトロン）、真田アサミ（エレベーターガール）、佐藤ひろ美（部付プロデューサー）、三宅健太（部長付ボディーガード）、涼風涼（コピーライター）、前田登（萌え課MC（課長待遇））
- 協力：81プロデュース、アーツビジョン、アイムエンタープライズ、インターネットラジオ＜音泉＞、キュアメイドカフェ、月刊少年ファング、工画堂スタジオ、コスパ、ジー・ストア、俳協、BEWE、マウスプロモーション、八重垣事務所
- アニメーションプロデューサー：光延青児
- プロデューサー：長木一記、山口実、西川琴美、井上俊次
- 監督・絵コンテ・演出：矢吹勉
- アニメーション制作：スタジオ雲雀
- 製作：「ケータイ少女」アニメ版製作委員会（株式会社ミルキーカートゥーン、タブリエ・コミュニケーションズ株式会社、東芝エンタテインメント株式会社）、「ケータイ少女」アニメ版パートナーズ（株式会社ジー・モード、株式会社ランティス、ガンホー・モード株式会社、株式会社シークス、株式会社工画堂スタジオ）

### 主題歌
エピローグにはエンディングのロールが2回あった。ただし、1回目は「エンディングテーマ」、2回目は「エンディング主題歌」とされている。
オープニング『恋速ジェット』
歌：小清水亜美・佐藤利奈・高橋美佳子・植田佳奈・名塚佳織、作詞：rino、作曲：大川茂伸、編曲：大久保薫
エンディング1『ミライエンジェル』（第1話〜第5話）
歌：小清水亜美・佐藤利奈・高橋美佳子・植田佳奈・名塚佳織、作詞：羽月美久、作曲・編曲：小松一也
エンディング2『笑顔のメッセージ』（エピローグ・エンディングテーマ）
歌：リン（寺田はるひ）、作詞：畑亜貴、作曲・編曲：小池雅也
エンディング3『ミライエンジェル』（エピローグ・エンディング主題歌）
歌：巴沙代（高橋美佳子）／山田綾乃（佐藤利奈）／美島いちる（小清水亜美）／後刀美弥（植田佳奈）／藤宮桃香（名塚佳織）、作詞：羽月美久、作曲・編曲：小松一也
それぞれエピローグで描かれたキャラクターが一人で歌う。Yahoo!動画では巴沙代、Qlick.TVおよびGyaO@ShowTimeでは山田綾乃、ケータイ少女〜ライブトークスピリッツでは後刀美弥が歌うバージョンとなっており、DVDではそれぞれのエピローグと共に全員分の歌を収録している。

### サブタイトル
1. 着信1 美島 いちる
2. 着信2 巴 沙代
3. 着信3 後刀 美弥
4. 着信4 藤宮 桃香
5. 着信5 山田 綾乃
6. エピローグ

## インターネットラジオ
ケータイ少女 〜ラジオスピリッツ〜
2006年11月29日より2007年12月26日まで音泉でオンエアされていた。
パーソナリティはリン役の寺田はるひ。
レギュラーは長木一記。準レギュラーとして仲山時彦、カントク。
詳細は上記リンク先を参照。
ケータイ少女 〜声の課外授業〜
2008年1月23日より音泉でオンエアされていた。
パーソナリティはリン役の寺田はるひと、ドラマの後刀美弥役のしほの涼。
ケータイ少女 〜replay〜
2011年11月2日より2012年9月12日まで音泉とHiBiKi Radio Stationでオンエアされていた。
パーソナリティは後刀美弥役の植田佳奈と、山田綾乃役の佐藤利奈。
2011年10月5日より1ヶ月間プレ放送が配信されていた。

## ドラマ
テレビドラマ『ケータイ少女 〜恋の課外授業〜』（ケータイしょうじょ こいのかがいじゅぎょう）は、2007年10月から12月に独立UHF局などのローカル局及びファミリー劇場にて放映。30分全12回。制作プロダクションの「ザ・ワークス」が自ら製作委員会を組織し自社制作で作っており、放送形態はUHFアニメに近い。ハイビジョン製作（地上波アナログ、CS放送はレターボックス放送）。ドラマパートと、そのパートでメインだったキャストがチャレンジするパートで構成される。主題歌を歌うアーティストが共に島根県在住であることからか、島根県内の放送局でも放送された。

### キャスト
大樹結衣：石井めぐる
ケータイ少女の持ち主の前に現れ、その恋のサポートをしては去っていく女性。弦摩学園に入り込んでも、誰からも咎められない。堤隼人を好きになるが、いざ自分の恋となると何も打つ手が思いつかなかった。ドキュメントパートでは他の主演者達とバンドを組み、ボーカルにチャレンジした。
巴沙代：仲村みう
田辺宏太に好意を抱いているが話すきっかけもなく難儀する内気な性格。その後、リンの手助けで急接近。足を負傷した田辺宏太のためにどんな怪我でも治す『魔法の草』を取るため崖登りをすることに。ドキュメントパートではロッククライミングにチャレンジした。
後刀美弥：しほの涼
恋愛に対して刹那的で、日替わりで新しい恋人を作っている。だが、中井雅也を本気で好きになり水泳部の部員勧誘のため、美島いちると組んでシンクロナイズドスイミングを行うことに。ドキュメントパートの内容もシンクロである。
山田綾乃：竹中有希
原作同様、苗字で呼ばれる事を嫌がる。しかしその理由にまでは触れられていない。弓道部、天文学部、陸上部、チアリーダーなどの活動をしている。長谷川剛志は同級生であり気になる異性である。交通事故で怪我をした長谷川剛志の妹の笑顔を取り戻すべく、ジャグリング（シガーボックス）に挑戦する。ドキュメントパートではジャグリングの大会に出演しミスをしないことが条件となった。
藤宮桃香：小池里奈
美島いちる：高木歩惟
南野涼子：来栖あつこ
弦摩学園の教師。陸上部の指導も行っている。
相田尋：内野謙太
名前こそ原作の主人公と同じだが、特別に女性と親しくなったりする事は無い。また、ケータイ少女を手にすることも無い。天文部に所属しており合宿に参加している。
堤隼人：猪塚健太
ストリートミュージシャン。大樹結衣がよく演奏を聞きに来る。ライブハウスで演奏する機会を得たが、そのライブハウスのオーナーの息子から嫌がらせ受け、近隣全てのライブハウスでの出演が不可能になる。
田辺宏太：斎藤誠
中井雅也：高村敦
長谷川剛志：池田弘太
柏木北斗：中村隆太
飛鳥龍一：桐山漣
リン：（声）寺田はるひ
原作と違って持ち主の携帯電話がケータイ少女の姿に変化しないので、声のみの出演となっている。第八話では弦摩学園の生徒の間で『ケータイの恋の天使』として噂になっていた。番組のナレーションも務める。

### スタッフ
- 【監修】 長木一記
- 【脚本】 市川榮里、谷岡由紀、鈴木友海、磐木大、鈴木三世、黒田麻衣
- 【監督】 宮本哲也、水野英明、福田景多、高野勝矢、飯島拓哉
- 【製作プロデューサー】 西原信行、山野和也、大越智江
- 【コンテンツ・プロデューサー】 山守文雄

### 主題歌
- 【オープニング曲】
  - 「Kiss Me !」／グライダー　　[制作]：MUSiA
- 【エンディング曲】
  - 「Stay With Me」／六子　　[制作]：MUSiA
- 【挿入歌】
  - 「裸の唄」／しんきち
  - 「Painful the Sky」／長澤こうね
  - 「流浪」／KASIN（五行）

### 放送局
| 対象地域       | 放送局名       | 放送期間                      | 放送日時          | 放送系列       |
| -------------- | -------------- | ----------------------------- | ----------------- | -------------- |
| 香川県・岡山県 | 西日本放送     | 2007年10月04日–2007年12月20日 | 木曜24:59–25:29※1 | 日本テレビ系列 |
| 埼玉県         | テレ玉         | 2007年10月05日–2007年12月28日 | 金曜24:00–24:30   | 独立UHF系列    |
| 千葉県         | チバテレビ     | 2007年10月09日–2008年01月08日 | 火曜19:30–20:00   | 独立UHF系列    |
| 栃木県         | とちぎテレビ   | 2007年10月09日–2007年12月25日 | 火曜22:30–23:00   | 独立UHF系列    |
| 愛媛県         | あいテレビ     | 2007年10月10日–2007年12月26日 | 水曜24:55–25:25   | TBS系列        |
| 北海道         | 北海道放送     | 2007年10月12日–2008年01月18日 | 金曜26:10–26:40   | TBS系列        |
| 日本全国       | ファミリー劇場 | 2007年10月23日–2008年01月15日 | 火曜24:30–25:00   | CSチャンネル   |
| 日本全国       | ファミリー劇場 | 2008年04月26日–2008年07月02日 | 水曜20:00–20:30   | CSチャンネル   |
| 群馬県         | 群馬テレビ     | 2007年11月29日–2008年02月28日 | 木曜23:30–24:00   | 独立UHF系列    |
| 鳥取県・島根県 | 山陰中央テレビ | 2008年01月07日–2008年02月11日 | 月曜25:35–26:30※2 | フジテレビ系列 |
| 近畿広域圏     | 関西テレビ     | 2008年04月22日–2008年06月24日 | 火曜26:59–27:29   | フジテレビ系列 |
| 福岡県         | TVQ九州放送    | 2008年04月23日–2008年07月09日 | 水曜26:08–26:38   | テレビ東京系列 |
| 静岡県         | 静岡第一テレビ | 2008年06月07日–2008年09月06日 | 土曜26:25–26:55   | 日本テレビ系列 |
| 山形県         | 山形放送       | 2008年07月02日–2008年09月24日 | 水曜25:04–25:34   | 日本テレビ系列 |
| 青森県         | 青森放送       | 2008年07月02日–2008年10月01日 | 水曜24:59–25:29   | 日本テレビ系列 |
| 宮城県         | ミヤギテレビ   | 2010年06月11日–2010年08月27日 | 金曜25:53–26:23   | 日本テレビ系列 |

※1 初回は25:29–25:59

※2 2話ずつ放送、1月21日からは25:05–26:00

## 関連作品

### コミック

#### 少年ファング版
作画は渡辺とおる。「月刊少年ファング」2007年3月号より連載していたが、雑誌休刊により同年9月号の第7話で中断。その後「月刊コミックラッシュ」（ジャイブ）2008年8月号で読み切りとして新エピソードが掲載され、単行本もジャイブより刊行される。
- 2008年9月発売 ISBN 9784861765612

#### コンプエース版
吠士隆脚本、めきめき作画で『ケータイ少女〜Re:dial〜』のタイトルで「月刊コンプエース」2012年1月号より連載。

### ライトノベル
ケータイ少女 〜トライアングルスピリッツ〜
小学館・ガガガ文庫、2007年6月19日発売、涼風涼著、ISBN 978-4-09-451015-7
時期的には『ケータイ少女』本編の前日談にあたり、登場人物も本編の人物が登場するが、設定上で本編と相違する点がいくつか見受けられる。
リン・山田綾乃・後刀美弥と以下の本作オリジナルキャラクターを中心に物語が展開する。

#### 登場人物（トライアングルスピリッツ）
※『ケータイ少女』本編に登場するキャラクターのうち、相田尋、小鷹啓介、大樹結衣、テル以外は全員登場する（テルは厳密に言えばリンがその存在を感じていると思われる描写はある）。ただし、巴沙代と藤宮桃香は名前のみの登場。
結城 暁（ゆうき あきら）
本作の主人公。弦摩学園の高校2年生。
正義の味方を志す、よく言えば正義感溢れる熱血漢、悪く言えば大人になれない少年。女の子の気持ちには鈍感。
偶然から、ケータイ少女「リン」の所有者となる。
綾乃とは幼馴染みで家が隣同士。美弥とも幼少時の友人であったが、美弥の引越しにより離れ離れになってしまい、暁は美弥の事を忘れてしまっていた。
矢野 護宏（やの もりひろ）
暁のクラスメート。
人とあまり関わりを持とうとしない、暗い雰囲気のある少年。
1年前に妹の沙織を亡くしている。
ケータイ少女「ベル」の力を借りて美弥を狙う。
ベル
護宏のケータイ少女。
冷徹な印象があり、時として目的のためなら手段を選ばない。
暁の評判を落としたりリンを誘拐したりと強引な手段もとる。

### ドラマCD
『ケータイ少女 ドラマCD 〜2回目のクリスマス〜』
発売：サイトロン、販売：キングレコード、2006年3月24日発売、KDCA-0062
本編のアナザーストーリーとなっている。

### CD
アニメ オープニング/エンディング主題歌 「恋速ジェット」/「ミライエンジェル」
発売：ランティス、販売：キングレコード、2007年4月4日発売、LACM-4357
アニメのオープニングテーマ「恋速ジェット」とエンディングテーマ「ミライエンジェル」を収録したマキシシングル。
ボーカルアルバム『Hexa colors』
発売：ランティス、販売：キングレコード、2007年7月11日発売、LACM-5654
各キャラクターのイメージソングを収録したミニアルバム。

### パチスロ
ケータイ少女
北電子から2013年1月発売。演出はアニメをベースにしており、出演声優もアニメと同一。

## クリップロボ・CYBER-X
『クリップロボ・CYBER-X』（サイバーエックス）とは公式サイト販促CMに登場するターンクリップ製のロボット。
スペック
- 身長 - 22.5cm
- 体重 - 306g
- 総クリップ数 - 36個
- 趣味 - アニメ鑑賞（萌え回路内蔵）